# San José del Palmar, Mexiko
San José del Palmar är en ort i Mexiko.   Den ligger i kommunen Salina Cruz och delstaten Oaxaca, i den sydöstra delen av landet, 600 km sydost om huvudstaden Mexico City. San José del Palmar ligger 23 meter över havet och antalet invånare är 352.
Terrängen runt San José del Palmar är platt åt nordost, men åt sydväst är den kuperad.  Närmaste större samhälle är Salina Cruz, 7,0 km sydväst om San José del Palmar. 